# Víctor Naranjo
Víctor Naranjo (Barcelona, 26 de setembre de 1974) és un cantautor de música pop-rock i poeta, tant en català com en castellà, que forma part de l'última fornada dels anomenats bandautors (cantautor amb grup de rock) catalans. Ha passat la major part de la seva vida visquent a la ciutat de l'Hospitalet de Llobregat.
Molt vinculat al món del teatre, en moltes ocasions ha escrit, dirigit, compost la música i fet d'actor en diferents espectacles i audiovisuals. També ha fet d'actor de doblatge per televisió, ràdio i cinema.

## Música
Després de formar part, des dels quinze anys, de diversos grups de pop-rock i companyies de teatre, el 2005 va publicar el seu primer disc en català Proposo un gran joc, amb quatre cançons que es van publicar com a senzills (Transitant, Calent, Contradiccions i Hi ha una ciutat), sonant en gairebé totes les emissores més importants del país. Transitant va ser una de les cançons en català més radiades del 2006. Poc després de començar a ser publicitada, el seu tema Calent, d'explícita temàtica sexual i amb un videoclip protagonitzat per la mateixa àvia del Víctor, va ser censurat a diferents mitjans.
Proposo un gran joc va quedar finalista del Disc Català de l'Any 2005 atorgat per Radio 4 Nacional d'Espanya a Catalunya i la cançó La Noia del TV va quedar finalista del "Premi Cerverí a la Millor Lletra de Cançó" atorgat pel Departament de Cultura de la Generalitat de Catalunya.
Al desembre del 2005, canta Transitant i és entrevistat al programa Els matins de Televisió de Catalunya pel Josep Cuní i la Pilar Rahola. En aquesta entrevista denuncia les dificultats que tenen els nous creadors per donar a conèixer la seva obra, especialment en català.
L'any 2006, i recomanat per la cadena 40 Principals, enregistra a la Sala Bikini de Barcelona el directe Transitant a la Bikini, del que es distribueixen més de 10.000 còpies amb la revista Enderrock.
La seva banda de músics estables està formada pels guitarristes Carlos Ruíz i Marc Aliana, el baixista Charly Hinojosa, el teclista Kyke Serrano i el bateria Dani Ortín.
A l'abril de 2008 presenta un nou disc en castellà, 1 Humano +, al programa Hoy por Hoy de Cadena Ser i és entrevistat pel periodista Carles Francino. Aquest disc suposa un salt qualitatiu important per la seva carrera donat que està produït a Barcelona pel Checho Soler, mesclat a Miami pel prestigiòs productor nord-americà Ron Taylor, (guanyador de 2 Grammy), i habitual col·laborador de Madonna, Shakira, Britney Spears o Chris Cornell (ex cantant del grup Soundgarden), entre d'altres, i masteritzat a Nashville pel llegendari enginyer de so de la Motown, Bob Olhsson, que va treballar amb artistes com Smokey Robinson, Marvin Gaye, Diana Ross, The Jackson 5, entre d'altres, i que va ser qui va enregistrar el famós discurs Tinc un somni de Martin Luther King a Washington DC el 28 d'agost del 1963.
Amb motiu del Dia Mundial de la SIDA (1 de desembre de 2008) compon i escriu el tema Positiu/Positiva per encàrrec i en benefici de la Plataforma Unitària de 19 ONG-SIDA de Catalunya, Comitè 1r de Desembre, que decideix compartir i interpretar amb altres artistes catalans. També organitza un festival solidari en benefici de la mateixa entitat i causa, a la sala Luz de Gas de Barcelona, demanant col·laborar amb ell a un grup d'artistes amics i amigues seus: Dani Flaco, La Puerta de Los Sueños, Lexu's, Filippo Landini, David Guapo, Meritxell Naranjo, Salvarez i Ismael Colomer. El concert i el tema esdevenen un gran èxit mediàtic i d'assitència de públic i la cançó sona insistenment a totes les emissores més grans de Catalunya.
El 13 de maig del 2009, es presenta en roda de premsa a Madrid, un nou single extret del seu àlbum 1 Humano +, amb el títol Imperfecta Mujer. Llençada amb el suport de diverses organitzacions LGTB, entre elles, la FELGTB (Federació Estatal de Lesbianes, Gais, Transexuals i Bisexuals), ATA (Asociación de Transexuales de Andalucía), CTC (Col·lectiu de Transexuals de Catalunya) i Cogam (Colectivo LGTB de Madrid), i es publica amb un videoclip protagonitzat per l'actriu i activista transsexual Carla Antonelli i el transsexual masculí Marcos del Río, amb una molt bona acollida de crítiques i mitjans. A part, la cançó és triada com a nou himne estrella de la Marxa de l'Orgull Gai del 2009.

## Discografia

### Enregistraments en estudi
- Imperfecta Mujer (2009) (single en castellà extret del seu àlbum 1 Humano +). Tema compost i escrit pel Víctor Naranjo i escollit com a himne transsexual de la Marxa de l'Orgull Gai del 2009.
- Positiu/Positiva (2008) (single en català) (tema compost i escrit pel Víctor Naranjo. Interpretat per ell i Dani Flaco, La Puerta de Los Sueños, Lexu's, Filippo Landini, David Guapo, Meritxell Naranjo, Salvarez i Ismael Colomer)
- 1 Humano + (2008) (castellà)
- Proposo un gran joc (2005) (català)

### Enregistraments en directe
- Transitant a la Bikini (2006) (català)

## Teatre
- El 1996, fa d'actor en diversos papers a El Papa y la Bruja d'en Dario Fo i la Franca Rame. Col·labora com a músic i actor amb l'artista multimèdia Manuel Morales a la perfomance La influencia de la televisión en la escultura.
- El 1997, s'estrena el musical La fabulosa història de l'astronauta que es va enamorar de la lluna –realitat o somni-, amb text, música i direcció seva. També dirigeix i actua a El majadero que quería besar la luna.
- El 1998, dirigeix i actua a l'espectacle Kaddish de l'Allen Ginsberg i compon la música per l'obra Contrafacte d'en Jordi Ardid. Col·labora amb l'escriptor Luís Fernandez Zaurín creant escenes i personatges al cicle Complots Literaris, a on participen personalment escriptors i poetes com Miquel de Palol i Muntanyola, Mercedes Abad, José Hierro, Paco Candel, José Agustín Goytisolo i Teresa Calders, filla d'en Pere Calders.
- El 1999, compon la música per l'obra Zero, on toca en directe tots els instruments.
- El 2000 compon la música per l'obra Ròmul el Gran d'en Friedrich Dürrenmatt.
- El 2001, codirigeix l'obra Ratas juntament amb la seva autora la Judit Martín.

## Poesia
- El 1995, publica el llibre de poesia Poemas del Embarcadero.
- El 1997, guanya el "Premi de Poesia Charles Baudelaire" de Barcelona, amb el poema Un super genio ataca de nuevo, que per timidesa no s'atreveix a recollir.
- El 2003, publica l'antologia poètica No tan secretos…